# Stazione di Reggio Calabria Centrale
La stazione di Reggio Calabria Centrale è lo scalo ferroviario principale della città di Reggio Calabria nonché la maggiore stazione della Calabria per traffico di passeggeri. Situata a 6 metri di altitudine fra l'estremità meridionale del Lungomare Falcomatà tra la via Giuseppe Missori e la riva destra della fiumara Calopinace, apre il suo prospetto principale su piazza Giuseppe Garibaldi.
Nodo di caratura nazionale, è punto di partenza delle linee Battipaglia-Reggio Calabria "Tirrenica Meridionale", che è l'asse fondamentale nord-sud della rete italiana, e Taranto-Reggio Calabria "Jonica", verso le direttrici adriatiche.

## Storia
La Stazione di Reggio Calabria Centrale venne inaugurata il 3 giugno 1866 dalla S.F.M. come capolinea di una prima corsa sulla ferrovia jonica, collegando Reggio con Lazzaro per circa 16 km e segnando l’avvio dell’integrazione ferroviaria della Calabria nell’Italia post-unitaria. Terminati i lavori per la costruzione della ferrovia Jonica il 15 novembre 1875 venne stabilito dunque il collegamento ferroviario fino a Taranto.
Negli anni successivi la stazione acquisì sempre maggiore importanza, diventando nodo nevralgico per traffici locali e regionali.
Alla fine dell’Ottocento, parallelamente all’aumento della mobilità su rotaia e via mare, fu realizzato un ramo di collegamento tra la stazione e il porto, per consentire l’imbarco diretto dei vagoni su traghetti verso Messina. Il collegamento con il porto venne attivato il 15 marzo 1881 dall'allora stazione di Reggio Calabria Succursale (oggi Reggio di Calabria Lido) a quella di Reggio Calabria Mare con un raccordo della lunghezza di circa 2 km, che permetteva ai treni di imbarcarsi direttamente sulle navi traghetto (ferry-boats) per il trasporto verso il porto di Messina. Il raccordo e la stazione di Reggio Calabria Mare sono stati dismessi nel 2011 per far posto ad un parcheggio pubblico, privando così Il porto commerciale di Reggio Calabria di qualsiasi collegamento ferroviario.
Solo il 19 maggio 1884 'Reggio Calabria-Succursale' (oggi 'Reggio di Calabria Lido' ricostruita in sotterranea) venne collegata alla stazione di Villa San Giovanni con la tratta ferroviaria di 12 km costruita dalla Società per le Strade Ferrate del Mediterraneo.

### La ricostruzione del 1938
Gli impianti ferroviari reggini vennero duramente coinvolti nelle distruzioni del terremoto del 1908 ed in seguito ricostruiti. Così la nuova stazione ferroviaria di Reggio di Calabria Centrale venne ricostruita negli anni trenta, al posto di quella precedente
Nel 1938, l’architetto futurista Angiolo Mazzoni presentò un progetto per una nuova stazione razionalista, che venne poi inaugurata l’18 aprile 1938, con un disegno teatrale e moderno degno dell’estetica fascista. La struttura si caratterizzava per i materiali pregiati e la razionalità compositiva: una facciata orizzontale in pietra lavica scura, saloni interni ampi e illuminati, e nel salone principale un bassorilievo in ceramica raffigurante la Fata Morgana, opera dello scultore Michele di Raco. Nel 1936–38, durante i lavori, venne inoltre costruito un bunker antiaereo sotto la stazione, dotato di porte stagne, impianti di ventilazione, filtri e stanze di emergenza per personale e viaggiatori. La nuova stazione fu aperta il 18 aprile 1938.
Sul lato nord del marciapiede del terzo binario, vi è una colonna romana (proveniente dagli scavi effettuati sul posto), eretta a ricordo dell'elettrificazione della tratta Napoli-Reggio avvenuta nel 1937.
Nel 1939, a poco meno di un anno dalla ricostruzione, accolse la carrozza di Benito Mussolini, giunto a Reggio per l'ultima tappa del suo viaggio in Calabria.
Nel secondo dopoguerra la stazione continuò a funzionare come fulcro delle linee Jonica e Tirrenica, rimanendo centrale per il traffico ferroviario meridionale  Il bunker, però, cadde nell’oblio e venne persino murato, per poi essere riportato alla luce tra il 2019 e il 2020 durante i lavori di restauro di Rete Ferroviaria Italiana.

### Durante i moti
Il 15 luglio 1970 un nutrito gruppo di giovani reggini occupò la stazione bloccando i binari in segno di protesta contro la decisione di nominare Catanzaro capoluogo di regione al posto di Reggio; la dura repressione della manifestazione che all'inizio era pacifica, messa in atto dalla polizia, degenerò in seguito nella cosiddetta Rivolta di Reggio.

### Il restauro del 2019-2020
L’intervento di riqualificazione, con un investimento di circa dieci milioni di euro, mirava a consolidare pavimenti, mosaici, l’intera pavimentazione interna e la facciata affacciata sulla piazza antistante, Piazza Garibaldi, tuttavia, alcuni critici, come il Centro Studi Tradizione e Partecipazione, hanno espresso preoccupazione per la sostituzione della pietra lavica originale con rivestimenti più chiari, temendo che questo alteri la coerenza estetica dell’opera storica
Negli ultimi anni il bunker è stato riaperto al pubblico in occasioni come le visite guidate del “Treno degli Dei” e mostre d’arte contemporanea come “Station to Station” del 2021, con opere site‑specific installate nel rifugio sotterraneo, valorizzando questo pezzo di memoria urbana.

### La stazione oggi
Oggi la stazione è il principale snodo ferroviario della Calabria, gestendo treni a lunga percorrenza tra cui InterCity, Le Frecce e Italo, ma anche con treni regionali, con una collocazione strategica tra il lungomare, la grande Piazza Garibaldi e il deposito locomotive dell’Ottocento situato poco più a sud.

## Caratteristiche
La stazione dispone di nove binari dedicati al traffico passeggeri e di altri 10 tronchi attualmente non in uso, elementi che ne fanno una delle principali infrastrutture ferroviarie della Calabria. Il fascio binari è completato da un deposito di materiali rotabili direttamente collegato alla stazione, mantenendo viva una storica continuità con le officine e il deposito locomotive dell’Ottocento.

### Accessibilità
Dal punto di vista dell’accessibilità, la stazione è provvista di ascensori che consentono un percorso senza barriere fino ai binari principali, con rampe, percorsi tattili e marciapiedi rialzati, e dispone di una “Sala Blu” per l’assistenza alle persone con disabilità: operativa tutti i giorni dalle 06:45 alle 21:30 e dotata di personale qualificato. All’interno del fabbricato viaggiatori si trovano diverse aree e servizi essenziali: biglietteria a sportello e automatica, sala d’attesa, bar, servizi igienici accessibili, cappella per il culto cattolico, edicola, distributori automatici, oltre a un presidio di Polizia ferroviaria che garantisce la sicurezza interna.

## Intermodalità ed ecologia
L’intermodalità è ben curata: di fronte alla stazione si trovano fermate di autobus urbani (TPL) e postazioni taxi, mentre nelle aree esterne sono disponibili parcheggi riservati, postazioni per car‑sharing, colonnine di ricarica per le auto elettriche e anche una rastrelliera per le biciclette.

## Movimento
Per quanto riguarda i collegamenti, la stazione serve sia le linee regionali — tra cui il Metro Tamburello, Reggio–Lamezia, Catanzaro, Sibari e Cosenza — sia le direttrici a lunga percorrenza con treni InterCity, InterCity Notte, Frecciabianca, Frecciargento, Frecciarossa e collegamenti Italo verso le maggiori stazioni d'Italia come Milano, Torino, Roma, Venezia e Bologna.
- I treni Frecciarossa e Frecciargento vengono effettuati con elettrotreni ETR.1000, ETR.500 ed ETR 485.
- I treni Italo vengono effettuati con elettrotreni ETR.675.

Dal marzo 2023 è stato inaugurato il “Blues”, treno regionale ibrido a trazione elettrica, a batterie e diesel, che effettua corse tra Reggio Calabria Centrale e Catanzaro Lido, dimostrando l’attenzione per modernizzare la flotta locale e in particolare quella Jonica.
- I treni InterCity e InterCity Notte via Tirrenica vengono effettuati con locomotive E.401, E.402B, E.403 con carrozze UIC-Z + semipilota di seconda classe e Gran Confort di prima classe.
- I treni InterCity via Jonica vengono effettuati con i già citati elettrotreni Blues.
- I treni del Metro Tamburello vengono effettuati con E.464 con carrozze UIC-X restaurate + carrozze semipilota, carrozze MDVC, carrozze MDVE + carrozze semipilota, miste di prima e seconda classe e anche i Pop. Inoltre vengono utilizzati i treni Minuetto ALe 501/502.
- I treni del trasporto regionale diretti a Roccella Jonica e Catanzaro Lido, vengono effettuati con ALn 663, ALn 668 in singolo e doppio elemento, vengono anche utilizzati i treni ATR.220 Swing.

## Servizi
Per quanto riguarda i servizi rivolti alle persone a ridotta mobilità, quella di Reggio di Calabria Centrale è una delle quattordici stazioni master nazionali e dunque ospita una "sala blu", luogo in cui opera personale specializzato per l'assistenza a tali utenti e in cui si organizza, si coordina e si sovrintende alla gestione dei servizi a loro rivolti.
La stazione è fornita di:
- Biglietteria a sportello
- Biglietteria automatica
- Servizi igienici
- Posto di Polizia ferroviaria
- Sala di attesa
- Bar